# Lipoveni, Suceava
Lipoveni (în rusă Соколинцы, transliterat: Sokolințî, în germană Lipoweny) este un sat în comuna Mitocu Dragomirnei din județul Suceava, Bucovina, România.
Primul document care atestă prezența rușilor staroveri în principatele române datează din 1742 și este o petiție adresată domnului Moldovei de către locuitorii din Sakalințî în care ei susțin că sunt împământeniți aici din 1724. Lângă mănăstirea Dragomirna s-au pripășit staroveri care trăiau atunci din truda brațelor, învoiți cinstit cu ziua, sub oblăduirea fețelor bisericești din țara adoptivă. Mai târziu au primit în proprietate pământuri din care au reușit să-și asigure traiul, și astfel rușii staroveri au  înjghebat o comunitate compactă înconjurată de pădure, dealuri și mai târziu mărginită de un lac de acumulare la a cărui construcție au participat chiar ei.
După anexarea Bucovinei de către Austria (1774), în anul 1779 autoritățile au făcut un recensământ. S-au găsit atunci în Sakalințî  15 familii de ruși lipoveni. În ianuarie 1992, în satul devenit deja LIPOVENI s-au numărat 500 de suflete. Mai recent, după rezultatele finale ale Recensământului din 2011, din cei 18946 de ruși lipoveni din România (a șasea ca număr de etnici după maghiari, romi, ucraineni, germani și turci), 1530 și-au declarat etnia rusă în județul Suceava, dintre care 308 cu domiciliul în Mitocu Dragomirnei, comună din care face parte și satul Lipoveni.
Ca toți etnicii ruși-lipoveni, și cei din satul Lipoveni, fost Sakalințî, în mod tradițional sunt cunoscuți drept buni grădinari, au numeroasele sere, livezi și îi vezi prin piețe cu fructe, legume și zarzavaturi. Sunt viticultori, pomicultori și pricepuți constructori de case și acoperișuri de stuf. Porecliți cândva “excavatoare cu bărbi” pentru ușurința de care dădeau dovadă la săpatul canalelor și gropilor în marile șantiere, lipovenii au căutare și azi în construcții, în Italia și Spania. Tinerii plecați din sat la studii, au adus și aduc contribuții importante în sport, învățământ, cultură, știință și artă. În cei aproape 300 de ani de când au sosit aici, lipovenii s-au străduit să-și păstreze identitate etnică prin limbă, credința ortodoxă de rit vechi și obiceiuri din patria de origine.  Dar vremurile n-au lăsat nealterate tradiția.
Satul Lipoveni, ca multe alte sate din România, îmbătrânit din cauza tinerilor plecați de lângă casă pentru un trai mai bun, se umple de viață la principale sărbători religioase din an, de Crăciun și de Paște. Rușii de rit vechi au fost prigoniți când și-au apărat credința, iar acum îi poți găsi uniți în jurul bisericii, locul în care-și regăsesc mereu originile.
Schisma ortodoxă de la mijlocul secolului al XVII-lea a scindat Rusia țaristă în două tabere vrăjmașe. Patriarhul rus Nikon, din dorința de a unifica sub conducerea sa biserica ortodoxă de pretutindeni, a impus revizuirea ritualului bisericesc. Nikon dorea de exemplu să schimbe semnul crucii, grafia numelui lui Isus, iconografia și arhitectura bisericii. Toate aceste reforme erau inacceptabile pentru apărătorii creștin ortodoxiei tradiționale care au vrut să-și păstreze religia ortodoxă ca la cea dintâi creștinare. Nikon era susținut în reforma sa de țarul Alexei Mihailovici (tatăl lui Petru I) care spera la rândul său să ajungă împărat bizantin. La soborul bisericesc din 13 mai 1667 majoritatea a votat pentru schimbările cerute de Nikon iar biserica rusă s-a rupt în două: biserica oficială, dominantă, nikoniană și biserica creștin-ortodoxă de rit vechi, starobreadceskaia, supusă persecuției.
Mișcarea protestatară a staroverilor a dus la împrăștierea celor de veche credință în toate cele 4 puncte cardinale: spre Finlanda și Marea Albă în Nord, spre Volga și Marea Caspică în Sud, spre Siberia și Sahalin în Est și, în sfârșit, spre țările dintre Marea Baltică și Marea Neagră.  Ramura sudică a pribegilor ruși de veche credință, preponderent filipoveană, s-a așezat pe pământ românesc prin migrații de intensitate diferită. Inițial au poposit pentru reculegere în vederea unei noi strămutări, cât mai aproape de granița cu patria mamă, pentru o eventuală revenire în țară, după încetarea represiunii. Cei alungați și persecutați din cauza religiei au intrat în Nord-ul țării noastre, prin Iași, și s-au așezat în Bucovina, anexata mai apoi în 1774 de Austria.
În Sudul țării noastre, staroverii au intrat prin Tulcea, și s-au grupat compact ruși nekrasoviști în Dobrogea, aflată între 1417 si 1878 sub dominație turcească. Alegerea așezării temporare sau definitive s-a făcut conform dorinței staroverilor de a fi protejați în orientarea lor religioasă, fie de un stat catolic sau protestant, ca în cazul Austriei, Poloniei și Prusiei, fie de un stat islamic, adică de Imperiul Otoman.
Cei mai numeroși ruși-lipoveni din România se află așezați compact în Dobrogea. Strămoșii lor au sosit aici plecând din altă zonă geografică a Rusiei Țariste decât cei stabiliți anterior în Bucovina, chiar dacă motivul migrării lor a fost același: represiunea din cauza religiei.
Cât despre originea denumirii etniei, "lipoveni", s-au formulat până acum, mai multe teorii și legende. Cercetători români și străini consideră plauzibilă originea etnonimului de la localitatea omonimă din raionul Cimișlia al Republicii Moldova. Lingvistul Victor Vascenko adună mai multe ipoteze în cartea sa, "Lipovenii- Studii lingvistice". Prima are la bază credința populară că denumirea etniei ar proveni din cuvântul rusesc pentru tei, LIPA. O altă ipoteză pleacă de la denumirea unei localități, "Lipovcy", teorie împărtășită de unii lipoveni din Bucovina. Ceva asemănător susțin și cercetători români și străini, considerând plauzibilă originea etnonimului de la localitatea Lipova. Trebuie să precizăm însă că, spre deosebire de localitatea Lipovcy, în așezările ce conțin în numele lor Lipova, nu exista lipoveni băștinași. În concluzie, niciuna dintre aceste ipoteze nu poate fi acceptată din punct de vedere lingvistic. Vascenko ia în considerare alte două origini, mai plauzibile, una de tip antroponimic, provenită de la Filip Pustosvjat, conducătorul unei grupări religioase independente, și alta sacrală, provenita de la rusescul "filipovki", denumire pentru postul Crăciunului: este cunoscut că interdicția de a consuma unele alimente este esențială în dogmatica staroveră, iar lipovenii din România ar posti 186 de zile pe an. Cele mai multe șanse de acceptare sunt adunate argumentat în cartea lui Vascenko pentru ipoteza denumirii etniei dupa Filip, părintele spiritual al staroverilor, fondatorul comunității care ia ființă spre finele secolului al 17 lea pe teritoriul Rusiei pentru ca apoi la începutul secolului urmator sa-i regăsim pe teritoriile istorice românești pe acești fi-Lipovani, lipavani, deveniți mai apoi lipoveni.
Rușii staroveri din România, indiferent dacă este vorba de urmașii adepților lui Filip Pustosvvjat (1672-1742), deci despre (fi) lippovani sau despre urmașii adepților lui Ignat Nekrasov (1660-1737), deci despre cazacii nekrasoviști, indiferent de aparteneța acestora la un cult sau altul, sacerdotal sau nonsacerdotal, le este proprie o triplă dispersare demografică, conform lingvistului Victor Vascenko: enclave rurale, cartiere orășenești și enclave mixte în care predomină lipovenii.  În total, circa 70 de așezări pe teritoriul României de astăzi.
În ultima suta de ani, rușii-lipoveni din România au migrat din Dobrogea și Moldova spre Bucovina, din Bucovina spre Moldova, din Dobrogea spre Asia Mica, ca în cazul cazacilor lui Ignat Nekrasov, și de aici, după o perioadă de nesiguranță, înapoi în Dobrogea sau în alte părți de pe glob. Au existat chiar mișcări în direcția Rusiei, după abolirea iobăgiei în 1861. Victor Vascenko, autor cu studii orientate cu precădere către tărâmul slavo-romanic, a sintetizat conceptul de lipovenime si lipovenism: în sensul larg, prin ruși-lipoveni se înțelege totalitatea coloniilor formate din staroveri, adepții lui Filip ce se întind de-a lungul frontierelor de Vest ale fostului imperiu rus presovietic, așadar de la Marea Baltică, discontinuu, până la Marea Neagră. Privit în sens strict, prin ruși- lipoveni se înțelegea doar lipovenimea românească, enclave formate în cursul ultimilor 300 de ani în provinciile istorice românești.
Orice lipovean este un starover, din punct de vedere confesional și prin tradiție, dar nu orice starover este și lipovean. Staroverii, adică rușii ortodocși de rit vechi au fost răspândiți pe tot globul după schisma lui Nikon. Există în prezent 25 de țări, europene sau noneuropene, care găzduiesc staroveri, dar ruși lipoveni, în sensul larg, sunt adoptați doar de către o pătrime dintre aceste țări. României îi revine cel mai mare număr de adepți ai lui Filip, conform studiilor științifice ale lui Victor Vascenko.
Documentele despre localitățile populate cu ruși-lipoveni, despre istoria staroverilor din România, sunt extrem de puține. În primul rând, pentru că arhivele celor mai vechi mănăstiri întemeiate de rușii de veche credință au ars, la fel cum s-a întâmplat și cu arhiva Mitropoliei staroverilor de la Brăila. Apoi, cel mai important fond arhivistic, cel de la Fântâna Albă din Ucraina, a fost însușit în parte de Nikolai Subbotin, unul din luptătorii zeloși împotriva Bisericii Ortodoxe de Rit Vechi, care și-a scris o bună parte din operă pe seama lui și a publicat în mod tendențios, trunchiat și denaturat “adevărul lui”  despre staroveri.

## Activități specifice zonei
- Agricultură
- Creșterea animalelor
- Exploatarea lemnului

## Obiective turistice
- Biserica ortodoxă Sf. Ioan cel Nou (1 mai) și Sf. Pantelimon (9 august)
- Lacul Lipoveni

## Recensământul din 1930
Componența etnică a satului Lipoveni
     Români (1,2%)
     Germani (0,8%)
     Ruși lipoveni (97,6%)
     Altă etnie (0,4%)
Componența confesională a satului Lipoveni
     Ortodocși (2%)
     Greco-catolici (0,5%)
     Romano-catolici (0,8%)
     Ortodocși de rit vechi (96,7%)
Conform recensământului efectuat în 1930, populația satului Lipoveni se ridica la 624 locuitori. Majoritatea locuitorilor erau ruși lipoveni (97,6%), cu o minoritate de germani (0,8%) și una de români (1,2%). Restul locuitorilor s-au declarat: ruteni (1 persoană), bulgari (2 persoane). Din punct de vedere confesional, majoritatea locuitorilor erau ortodocși pe stil vechi (96,7%), dar existau și minorități de greco-catolici (0,5%), romano-catolici (0,8%) și ortodocși (2,0%).